# 11598 Kubík
11598 Kubík là một tiểu hành tinh vành đai chính với chu kỳ quỹ đạo là 1312.0154153 ngày (3.59 năm).
Nó được phát hiện ngày 22 tháng 7 năm 1995.